# Christian Füchtbauer
Christian Füchtbauer (Nürnberg, 24 de fevereiro de 1877 — Gauting, 12 de setembro de 1959) foi um físico alemão.
Pai do geólogo Hans Füchtbauer.